# Adolf Schmalix
Adolf Schmalix (* 4. April 1890; † 8. November 1956 in Strahlfeld) war ein deutscher Politiker und Wochenblattherausgeber (Echo Germania), der für vor allem seine antisemitischen Schriften bekannt ist.

## Leben
Ursprünglich war Schmalix in der Kieler Rätebewegung aktiv und war beteiligt an der Gründung des sozialdemokratischen Republikanischen Schutzbundes, eines Vorläufers des Reichsbanners. Um 1923 wechselte Schmalix jedoch ins völkisch-rechtsradikale Lager und agitierte für den ehemaligen Freikorps-Führer Hermann Ehrhardt. Nach dem Hitler-Ludendorff-Putsch bildete er kurzfristig u. a. mit Dietrich Eckart die provisorische Parteileitung der NSDAP. Im folgenden Jahr trat Schmalix der NSDAP bei, was allerdings erst 1936/37 formell anerkannt wurde.
Sein Erfolg bei den Kommunalwahlen in Erfurt im November 1929, als er mit seiner Liste „Großdeutsche Freiheitsbewegung“ 17,8 % und 10 von 52 Mandaten erreichte, galt als reichsweite Sensation und Signal für den Aufstieg des Rechtsextremismus in Deutschland. Bald wurde seine Rolle in Erfurt von der NSDAP übernommen.
Bei der Reichstagswahl 1930 stand die „Großdeutsche Liste Schmalix“ zur Kandidatur, erreichte aber nur etwa 26.000 Wählerstimmen und blieb vom Gewinn eines Mandats, wofür 60.000 Stimmen erforderlich waren, weit entfernt. In den Reichstagswahlen des Jahres 1932 sank die Zahl der Wähler auf wenige Hundert.
Nach dem Zweiten Weltkrieg wurden seine Bücher Gerechtigkeit für Kapitän Ehrhardt (1923) und Sind die Roosevelts Juden? (1939) in der Sowjetischen Besatzungszone auf die Liste der auszusondernden Literatur gesetzt.
Im Landkreis Roding saß Schmalix noch 1956 im Kreistag.